# Holland (hrabstwo Brown)
Holland – miasto w Stanach Zjednoczonych, w stanie Wisconsin, w hrabstwie Brown.